# Puisieux, Pas-de-Calais

Puisieux este o comună în departamentul Pas-de-Calais, Franța. În 1 ianuarie 2022 avea o populație de 666 de locuitori.